# Pioggia d'estate (film)
Pioggia d'estate è un film del 1937 diretto da Mario Monicelli con lo pseudonimo Michele Badiek.
Si tratta del primo film diretto da solo dal ventunenne Monicelli che aveva co-diretto due anni prima I ragazzi di via Pal.

## Distribuzione
Non risulta che il film sia mai stato distribuito nelle sale cinematografiche. Considerato perduto, nel 2011 ne sono stati ritrovati dal ricercatore e regista Riccardo Mazzoni 98 spezzoni per un totale di circa 400 fotogrammi nell'archivio privato del figlio del direttore della fotografia e montatore Manfredo Bertini, che, seppure insufficienti per ricostruirne la trama, restituiscono parecchie suggestioni visive del film.